# Казела (Ђенова)
Казела (итал. Casella) је насеље у Италији у округу Ђенова, региону Лигурија.
Према процени из 2011. у насељу је живело 2662 становника. Насеље се налази на надморској висини од 412 м.

## Становништво
| 1936. | 1951. | 1961. | 1971. | 1981. | 1991. | 2001. | 2011. |
| ----- | ----- | ----- | ----- | ----- | ----- | ----- | ----- |
| 1.143 | 1.445 | 1.338 | 1.733 | 2.563 | 2.909 | 3.060 | 3.232 |